# Filipovka (przystanek kolejowy)
Filipovka – przystanek kolejowy w miejscowości Filipovka, w powiecie Liberec w kraju libereckim, w Czechach. Znajduje się na linii kolejowej 037 Liberec – Zawidów, na wysokości 230 m n.p.m.

## Linie kolejowe
- 037 Liberec – Zawidów